# 歌のお姉さんだってHしたい〜こんな顔、TVの前のみんなには見せられないよ…
『歌のお姉さんだってHしたい〜こんな顔、TVの前のみんなには見せられないよ…』（うたのおねえさんだってエッチしたい こんなかおテレビのまえのみんなにはみせられないよ）は、ギリギリ舞による日本の漫画。2020年8月31日より、電子コミック配信サイト『ComicFesta』ほかにて配信中。
片親ながら娘を育てる父親と、教育番組のいわゆるうたのおねえさんの恋愛模様を主題としており、配信後は各サイトで高評価レビューが続出した。

## あらすじ
藤本翔二は、妻を亡くした喪失感を抱えながらも、娘のカナを育てるシングルファーザーである。ある日、教育番組『お姉さんとうたおう！』の公開ショーをカナと見に行くも、機材トラブルでやむなく帰ることになった翔二は、立ち寄ったファミレスで日中から泥酔する女性と相席になる。しかしその女性こそ、『お姉さんとうたおう！』の「みなみお姉さん」こと高崎三奈美であり、翔二は図らずも初対面のカナの相手になってもらったお礼をするべく、三奈美を自宅に上げてしまう。生活の都合で異性とご無沙汰だった翔二は、ふとしたことから三奈美にキスしてしまい、制約の多い仕事ゆえに欲求不満だった三奈美も、翔二の行為を受け入れてしまう。こうして関係を持った両者は、互いの現状を理解しながらも、無意識のうちに惹かれ合っていく。

## 登場人物
声はテレビアニメ版の声優。
藤本 翔二（ふじもと しょうじ）
声 - 八神仙
本作の主人公でカナの父親。
本編の2年前に妻・菜々美を喪ってから、男手一つでカナを養育しているシングルファーザーでエンジニアとして働きながら絵本作家を目指している。
カナが元気を取り戻すきっかけとなった『お姉さんとうたおう！』に自身も救われたと感じており、偶然にも知り合った三奈美と親しくなり、秘密の交際を始める。
高崎 三奈美（たかさき みなみ）
声 - 北見六花
本作のヒロインで教育番組『お姉さんとうたおう！』の進行役「うたのお姉さん」を務める女性。番組内での呼び名は「みなみお姉さん」。
子供好きで憧れの職業に就けたことへの喜びを感じながらも恋愛禁止など番組から課されるルールを順守しなければならないことから、拭いきれない寂しさを抱えている。
機材トラブルで番組の公開ショーが中止となり、自棄酒を煽っていたところで翔二とカナに出会う。その際、自分の仕事が親子の助けになっていたことを知り、その気付きとなった翔二を意識し、秘密の交際を始める。
藤本 カナ（ふじもと カナ）
声 - 暁あいり
翔二の娘で保育園年長。
母・菜々美に瓜二つで明るく無邪気。好物はパフェ。
母を亡くしたショックから翔二も声をかけづらい程の落ち込みを見せていたが『お姉さんとうたおう！』のみなみお姉さんやパオタンとの出会いをきっかけに明るさと無邪気さを取り戻し、翔二がみなみと親しくなったことでみなみと一緒に遊べるようにもなる。
かずひろお兄さん（かずひろおにいさん）
声 - 白上奏
「体操のお兄さん」として三奈美と共に『お姉さんとうたおう！』を進行する男性。子供のみならず、母親層からの人気が高い。
パオタン
声 - 櫻井ありす
カナの好きな『お姉さんとうたおう！』のマスコットキャラクター。
藤本 菜々美（ふじもと ななみ）
翔二の妻でカナの母親。
2年前に亡くなったために現在は故人。当初は写真内の登場で髪の色は茶髪だったが第15話以降、顔がはっきりと描かれるようになり、髪の色もカナと同じ紫に変更された。
カナの祖父母でもある両親は共に健在であり、祖母（声 - 伊織透子）はカナのためにも翔二に再婚を勧める姿も見せた。
瀬川 麻耶（せがわ まや）
声 - ゆうきまりも
めだか出版の編集者。
翔二や菜々美とは同じ大学の文芸サークル仲間であり、翔二に恋心を抱くも翔二と菜々美の仲を見て、身を引く。菜々美が亡くなったことで翔二への恋心が再燃するも菜々美との友情から踏み出せずにいる。
アニメでは第2期より登場。
詩帆 (しほ)
声 - 伊織透子
カナの友達で同じ保育園の園児。
家族は母親（声 - 米倉沙弥）と長女（声 - 朝霧れのん）と次女（声 - 東雲なずは）が登場。
翔二は詩帆の母とも仲が良い為、みなみと2人だけの時間を過ごす際には詩帆の家族にカナを預かってもらうことも多い。

## 書誌情報
- ギリギリ舞 『しょうたいむ！』 ブラスト出版〈occupai〉、既刊4巻（2024年7月18日現在）
  1. 『しょうたいむ！〜みなみお姉さんだってHしたい』 2021年9月18日発売[6]、ISBN 978-4-434-29052-7
  2. 『しょうたいむ！〜みなみお姉さんの濃密スキャンダル』 2022年7月18日発売[7]、ISBN 978-4-434-30266-4
    - フルカラー小冊子付特装版 同日発売[8]、ISBN 978-4-434-30266-4

  3. 『しょうたいむ！〜みなみお姉さんと熱愛バカンス』 2023年5月18日発売[9]、ISBN 978-4-434-31686-9
    - フルカラー小冊子付特装版 同日発売[10]、ISBN 978-4-434-31687-6

  4. 『しょうたいむ！〜みなみお姉さんと快感デイズ』 2024年7月18日発売[11]、ISBN 978-4-434-33662-1
    - フルカラー小冊子付特装版 同日発売[12]、ISBN 978-4-434-30353-1

## テレビアニメ
2021年10月から11月までと2023年1月からの2期にわたり、いずれも5分間のショートアニメとして制作されている。他のAnimeFestaオリジナルの作品と同様に、オンエア版と年齢制限のあるプレミアム版が存在し、プレミアム版は「AnimeFesta」で独占配信となる。海外版も販売されているが、局部等が無修正となっている。
第1期『しょうたいむ！〜歌のお姉さんだってしたい〜』（しょうたいむ うたのおねえさんだってしたい）は、2021年10月から11月までTOKYO MX・BS11にて放送された。AnimeFestaでは、年齢制限のあるプレミアム版が独占配信される。『AnimeFestaオリジナル』枠としては『魔王イブロギアに身を捧げよ』と合わせ、初の週2作同時放送（BS11では2本立て放送）となり、最終回で第2期の製作が発表された。また、放送後にBS11では第8話をアンコール放送した。
第2期『しょうたいむ！2〜歌のお姉さんだってしたい〜』（しょうたいむツー うたのおねえさんだってしたい）は、2023年1月から3月までTOKYO MX・BS11にて放送。『AnimeFestaオリジナル』枠で第2期が製作されるのは、『指先から本気の熱情』シリーズに続き2作目となった。なお、第2期の放送に先立ち両局で第1期の再放送（監督のみうらさぶろうにより第1話・第3話をセレクション）と第2期の番宣が放送され、BS11では第1期の一挙再放送が放送された（副音声でキャストによるオーディオコメンタリー付き）。

### スタッフ
- 原作 - ギリギリ舞[4][5]
- 企画・プロデュース - 瀬川章子
- 監督・シリーズ構成・シナリオ・コンテ - みうらさぶろう[4][5][17]
- キャラクターデザイン - ハマザキケンイチ[4][5]、LAZZ（第2期）[5]
- 総作画監督 - LAZZ[4][5]
- 色彩設計（第1期）・色彩設定（第2期） - 茅葉恋[4][5]
- 美術設定 - マメ、阪口奏[4][5]
- 美術監督 - マメ（第1期）[4]、阪口奏（第2期）[5]
- 撮影監督 - 神田弥刀[4][5]
- 編集 - 國澤克友（第1期）[4]、河村圭太（第2期）[5]
- 音響監督 - ひらさわひさよし[4][5]
- 音響制作 - スタジオマウス[4][5]
- プロデューサー - 丸山徹
- 制作プロデューサー - 別府洋一
- 制作 - ピカンテサーカス[4][5]
- アニメーション制作 - ラビットゲート[4][5]
- 製作 - 彗星社[4][5]

### 主題歌
北見六花が声を演じる高崎三奈美（みなみお姉さん）が主題歌を担当。
「カフェラテ恋ゴコロ」
第1期主題歌。作詞・作曲・編曲は柊莉音、監修は小林達矢。
「サイダーみたいな恋をして」
第2期主題歌。作詞はG-zass、作曲・編曲はかねこかずきとジョーカーサウンズ、監修は小林達矢。

### 各話リスト
| 話数  | サブタイトル                             | 演出           | 作画監督                                     | 初放送日       |
| ----- | ---------------------------------------- | -------------- | -------------------------------------------- | -------------- |
| 第1話 | 恋愛禁止だって恋したい                   | みうらさぶろう | LAZZ へばらぎ                                | 2021年 10月4日 |
| 第2話 | 嫌じゃ…なかったです                      | みうらさぶろう | LAZZ 阿部可奈子 へばらぎ                     | 10月11日       |
| 第3話 | 今だけはお姉さんじゃなくて、いいですか？ | みうらさぶろう | LAZZ へばらぎ                                | 10月18日       |
| 第4話 | 遊園地デート、初めてなんです             | みうらさぶろう | 阿部可奈子 へばらぎ                          | 10月25日       |
| 第5話 | 私、ママの代わりになれますか？           | みうらさぶろう | LAZZ 阿部可奈子                              | 11月1日        |
| 第6話 | まずはお付き合いから始めましょう         | みうらさぶろう | LAZZ 亀田あられ 沢田鈴 空久保美貴 阿部可奈子 | 11月8日        |
| 第7話 | もしスキャンダルになったら…              | みうらさぶろう | LAZZ 阿部可奈子 空久保美貴 山根あおい        | 11月15日       |
| 第8話 | おうたのお姉さんだって愛してます         | みうらさぶろう | 亀田あられ 沢田鈴 阿部可奈子 山根あおい      | 11月22日       |

| 話数    | サブタイトル                             | 演出           | 作画監督                    | 初放送日      |
| ------- | ---------------------------------------- | -------------- | --------------------------- | ------------- |
| 第1回   | おうたのお姉さんが恋愛したらダメですか？ | みうらさぶろう | 桃                          | 2023年 1月9日 |
| 第2回   | 好きな人に浴衣、見てもらいたいです       | たりたり       | 桃                          | 1月16日       |
| 第3回   | もう…こんなに濡れちゃいました            | たりたり       | 桃                          | 1月23日       |
| 第3.5回 | 番外編3.5回                              | -              | -                           | 1月30日       |
| 第4回   | スキャンダル、知られちゃった…!?          | 真部一宏       | 桃                          | 2月6日        |
| 第5回   | 彼のことが好きなんです                   | みうらさぶろう | ぱぴぷぺすけ                | 2月13日       |
| 第6回   | 対決！ゴシップ出版社                     | 戸田昊         | 桃 LAZZ                     | 2月20日       |
| 第6.5回 | 番外編6.5回                              | -              | -                           | 2月27日       |
| 第7回   | 花火に照らされて綺麗です                 | みうらさぶろう | 三角慶 LAZZ ぱぴぷぺすけ 桃 | 3月6日        |
| 第8回   | みんな、三奈美お姉さんを愛してます       | えりざべ       | LAZZ ぱぴぷぺすけ 桃        | 3月13日       |

### 放送局
| 放送期間 | 放送時間                     | 放送局   | 対象地域 | 備考                  |
| --- | ---------------------------- | -------- | -------- | --------------------- |
| 2021年10月4日 - 11月22日（第1期） 2022年1月9日 - 3月13日（第2期） | 月曜 1:00 - 1:05（日曜深夜） | TOKYO MX | 東京都   |                       |
| |                              | BS11     | 日本全域 | BS放送 / 『ANIME+』枠 |
| TOKYO MXでは開始2週前、BS11では前週の同時間帯に「新アニメ『しょうたいむ！』特番をおうたのお姉さんと見てみよう！スペシャル」を放送。 第2期放送2週前には「新アニメ『しょうたいむ！2』特番をおうたのお姉さんと見てみよう！スペシャル」を放送。 |                              |          |          |                       |

インターネットではYouTube、ニコニコ動画、dアニメストア、U-NEXT、アニメ放題、ビデオマーケット、JOYSOUND（第1期）にてオンエア版が配信され、AnimeFestaでは月曜0時より年齢制限のあるプレミアム版も含めて先行配信される。

## ASMR
『しょうたいむ！〜歌のお姉さんだって耳かきしたり添い寝したり一緒にお風呂入ったりHだってしたい〜』のタイトルで、AnimeFestaにて2023年1月6日より配信。シナリオは英知希実、アニメーション制作はINDIVISION。